# Kahane Cooperman
Kahane Cooperman (* 1964 oder 1965) ist eine US-amerikanische Filmregisseurin, Fernseh- und Filmproduzentin.

## Karriere
Kahane Cooperman ist als Film- und Fernsehproduzentin bekannt. Sie war bei über 2500 Episoden zu Jon Stewarts The Daily Show für die Produktion verantwortlich. Für diese Arbeit wurde sie insgesamt elf Mal mit einem Emmy ausgezeichnet. Für den Dokumentarkurzfilm Joe’s Violin erhielt sie bei der Oscarverleihung 2017 eine Nominierung in der Kategorie „Bester Dokumentar-Kurzfilm“.

## Filmografie (Auswahl)
- 1997–2013: The Daily Show
- 2016: Joe’s Violin (Dokumentarkurzfilm)